# علي حسن جعفر
علي حسن جعفر حسن يحيى (مواليد 29 نوفمبر 1997 في البحرين) هو لاعب كرة قدم بحريني يجيد اللعب في خط الوسط. يلعب حاليا لصالح الأهلي الذي ينافس في الدوري البحريني الممتاز منذ 2015.